# 東久世通禧
東久世 通禧（ひがしくぜ みちとみ、1834年1月1日 〈天保4年11月22日〉- 1912年〈明治45年〉1月4日）は、日本の江戸時代末期から明治時代にかけての公家、政治家。茶人。
七卿落ちで長州に逃れた尊王攘夷派公卿の1人。王政復古後は外国事務総督を務め、発足したばかりの新政府の外交折衝にあたる。神奈川府知事、開拓長官、侍従長などの要職を歴任し、後に貴族院副議長・枢密院副議長に至った。華族（伯爵）。号は竹亭、古帆軒。

## 生涯
天保4年（1833年）、東久世通徳（みちなる、1816年 - 1835年）の子として京都に生まれる。幼名は保丸。
天保13年（1842年）、東宮統仁親王（後の孝明天皇）付きの御児として召し出され、所謂「御学友」的な存在として位置づけられていた。
幕末の朝廷で少壮の公家として尊王攘夷を唱え活躍した。しかし文久3年（1863年）、八月十八日の政変によって、朝廷の実権が尊皇攘夷派から公武合体派に移ると、長州藩兵に守られ、三条実美・三条西季知・澤宣嘉・壬生基修・四条隆謌・錦小路頼徳とともに船で長州へ逃れた。このことを世に「七卿落ち」という。元治元年（1864年）、長州から大宰府に移された。
慶応4年（1868年）、王政復古によって復権を果たす。1月17日に外国事務総督の1人となり明治政府最初の外交問題・神戸事件の対応責任者となり伊藤博文と共に外国と協議。3月19日には横浜裁判所総督となり江戸開市事務総督も兼ねた。鳥羽・伏見の戦いでは外国公使の局外中立布告が4月に至っても解除されず、東久世は13日に、徳川慶喜征討の軍を引き上げる代わりに局外中立の廃止を求めた書簡を各国公使に送っている。通禧の在任した半年の間に神奈川裁判所総督・神奈川府知事と名称が変遷したこの職は現在の神奈川県知事に相当するものである。
明治2年（1869年）8月25日、第2代開拓長官に任命された。前任の鍋島直正が実務にとりかかる前に辞職したため、実質的に開拓使の事業を始動させたのは通禧である。9月21日、開拓使吏員、農工民約200人をともない、イギリスの雇船テールス号で品川を出帆。9月25日に箱館に着任した。なお、同月には王政復古の功績として賞典禄1000石を給されている。翌年、ガルトネル開墾条約事件の和解にこぎつける。
明治4年（1871年）10月15日、侍従長に転じる。この年、岩倉具視を全権とする岩倉使節団に随行し、見聞を広める。
明治15年（1882年）、元老院副議長。華族令施行に伴い、明治17年（1884年）に伯爵に叙されている。東久世家の家格は羽林家であり、本来は子爵相当であったが、明治維新における通禧の功が考慮されて伯爵とされた。叙爵の時点で功績が考慮された公家は、岩倉具視や三条実美など数少ない。
明治21年（1888年）に枢密顧問官、明治23年（1890年）10月24日に貴族院議員・副議長、明治25年（1892年）に枢密院副議長を歴任した。
明治31年（1898年）、松浦詮（心月庵）が在京の華族・知名士等と設立した輪番茶事グループ「和敬会」の会員となる。会員は、青地幾次郎（湛海）・石黒忠悳（况翁）・伊藤雋吉（宗幽）・伊東祐麿（玄遠）・岩見鑑造（葎叟）・岡崎惟素（淵冲）・金澤三右衛門（蒼夫）・戸塚文海（市隠）・東胤城（素雲）・久松勝成（忍叟）・松浦恒（無塵）・三田葆光（櫨園）・三井高弘（松籟）・安田善次郎（松翁）の以上16人（後に益田孝（鈍翁）、高橋義雄（箒庵）が入会）で､世に「十六羅漢」と呼ばれた。
墓所は中目黒の長泉院。

## 栄典
位階
- 1888年（明治21年）6月19日 - 従二位[6]
- 1898年（明治31年）6月20日 - 正二位[7]
- 1912年（明治45年）1月4日 - 従一位[8]

爵位
- 1884年（明治17年）7月7日 - 伯爵[9]

勲章等
| 受章年                     | 略綬 | 勲章名                   | 備考 |
| -------------------------- | ---- | ------------------------ | ---- |
| 1889年（明治22年）11月25日 |      | 大日本帝国憲法発布記念章 |      |
| 1889年（明治22年）12月27日 |      | 勲一等瑞宝章             |      |
| 1898年（明治31年）12月28日 |      | 旭日大綬章               |      |
| 1906年（明治39年）4月1日   |      | 旭日桐花大綬章           |      |

## 系譜・家族
東久世家は村上源氏久我家の分家。
『平成新修旧華族家系大成』には5男1女・養子1人を載せる。
- 妻：貞子（1853–1936） - 黒川盛貞の長女
- 養子：（1850–?） - 久我建通の四男、後に離籍
- 長男：通敏（1869–1944） - 伯爵。妻の玉子は土方久元の妹。
- 次男：孝人（1873–1929） - 分家
- 三男：秀雄（1878–1951） - 分家、男爵[16]
- 長女：三千子（1886–1948） - 矢吹省三と結婚したが離婚、伊藤某と再婚
- 四男：正文（1888–1970） - 竹腰正己の養子[17]
- 五男：昌枝（1892–1984） - 分家

はじめ久我家から通暉を養子に迎えるが、明治6年（1873年）に離籍。家督は長男の通敏（みちとし）が継いだ。また、三男の秀雄は明治30年（1897年）に分家した際、父の功績によって男爵に叙せられた。

## 関連史料
- 『東久世通禧日記』
- 高瀬真卿編,東久世通禧[他]『維新前後：竹亭回顧録』博文館、1911年。
- 国立国会図書館憲政資料室には、「東久世通禧関係資料」が寄託されている[18]。